# Sveučilište u Tirani
Sveučilište u Tirani (alb. Universiteti i Tiranës) prvo je sveučilište u Albaniji. Osnovani je 1957. pod nazivom državno sveučilište u Tirani kada je udruženo pet fakulteta. Između 1985. i 1991. nosilo je naziv po bivšem diktatoru Enveru Hoxhi
Na sveučilištu trenutno studira preko 14.000 studenata.

## Vanjske poveznice
- Webstranica sveučilišta u Tirani